# Regina Pawłowska
Regina Pawłowska (ur. 19 czerwca 1945 w Sadku, zm. 28 grudnia 2014) – polska działaczka związkowa, polityk, posłanka na Sejm II i III kadencji.

## Życiorys
Ukończyła Technikum Ministerstwa Komunikacji w Warszawie w 1975. W latach 90. kierowała wojewódzkimi strukturami Ogólnopolskiego Porozumienia Związków Zawodowych.
W 1993 uzyskała mandat posła na Sejm II kadencji. Została wybrana w okręgu radomskim z listy Sojuszu Lewicy Demokratycznej. W wyborach w 1997 uzyskała reelekcję (ponownie kandydując z okręgu radomskiego), także startując z listy SLD (jako kandydatka Ruchu Ludzi Pracy). W 2001 nie ubiegała się o ponowny wybór, pracowała później w biurze miejskiego rzecznika praw konsumentów. Zasiadała w radzie nadzorczej „Społem” Powszechnej Spółdzielni Spożywców w Radomiu.

## Odznaczenia
W 2003 odznaczona Krzyżem Kawalerskim Orderu Odrodzenia Polski.